# لغات كوشية وسطى
تتحدث اللغات كوشية الوسطى مجموعات صغيرة في إثيوبيا وفي إريتريا في حالة واحدة. وهي تشكل التأثير الأساسي للطبقة التحتية على اللغة الأمهرية واللغات الإثيوبية السامية الأخرى .

## تصنيف
تصنف اللغات الكوشية الوسطى على النحو التالي (بعد A p p l e y a r d):
- تحدث أوني (جنوب أغاو) جنوب غرب بحيرة تانا ، وهو الأكبر بكثير ، مع أكثر من 350،000 متحدث

( K u n f a l ، تحدث غربي بحيرة تانا، يتم تسجيل سيئة ولكن على الأرجح لهجة من A w n g i) 
- أغاو الشمالية:

- B i l e n-X a m t a n g a:

- بيلين (شمال) يتحدث بها (70،000 ناطق) في إريتريا حول بلدة كيرين وشرق السودان حول بلدة كسلا
- X a m t a n g a (وسط أغاو ؛ وتسمى أيضًا خمير ، خمتا) 143،000 متحدثًا في منطقة أمهرة الشمالية

- انقرضت Q i m a n t (غرب A g a w) تقريبًا ، والتي تحدث عنها Q e m a n t في منطقة S e m i e n G o n d a r

(لهجات كوارة - منقرضة تقريبًا ، تتحدث بها بيتا إسرائيل التي كانت تعيش سابقًا في كوارة ، الآن في إسرائيل ؛ كايلا - منقرضة ، كانت تتحدث سابقًا من قبل بعض بيتا إسرائيل ، انتقالية بين كيمانت و X a m t a n g a)
هناك أدب في أغاو ولكنه منتشر على نطاق واسع: من نصوص العصور الوسطى الرائعة التي تحتوي على مقاطع بلغة Q i m a n t ، الآن في المتاحف الإسرائيلية في الغالب ، إلى اللغة الحديثة والمزدهرة والموضوعية في لغة B i l e n ، مع جريدتها الخاصة ، ومقرها في K e r e n ، اريتريا . تتوفر أيضًا الكثير من المواد التاريخية بلغة X a m t a n g a ، وهناك تقليد عميق للفولكلور في لغة A w n g i .

## قائمة المراجع
- Appleyard ، David L. (2006) قاموس مقارن للغات الآغا (Kuschitische Sprachstudien - دراسات اللغة الكوشية ، الفرقة 24). كولن: روديجر كوبي فيرلاغ.
- هيتزرون ، روبرت (1976) لغات الآغا. اللغويات الأفروسية. ص.   31-37
- جوسفيغ وأندرياس وحسين محمد (2011). تقرير المسح اللغوي الاجتماعي إعادة النظر في مناطق لغة الآغا الجنوبية في إثيوبيا . سيل الدولية. SIL Electronic Survey Reports 2011-047.